# ستيف سميث (لاعب كريكت أسترالي)
ستيف سميث (2 يونيو 1989 بسيدني في أستراليا - ) (بالإنجليزية: Steve Smith) هو لاعب كريكت أسترالي. شارك مع منتخب أستراليا الوطني للكريكت. أما مع النوادي، فقد لعب مع رويال تشالنجرز بنغالور وراجستان رويالز ونادي مقاطعة ورسسترشاير للكريكيت ‏ وKochi Tuskers Kerala ‏ وفريق جنوب ويلز الجديد للكريكت ‏ وPune Warriors India ‏ وSydney Sixers ‏.

## وصلات خارجية
- ستيف سميث على موقع إي آس بي آن كريك إنفو (الإنجليزية)